# Марек Поштулка
Марек Поштулка (чеськ. Marek Poštulka, нар. 21 червня 1970) — чехсловацький, згодом чеський футболіст, що грав на позиції нападника, зокрема, за «Банік», а також національні збірні Чехословаччини і Чехії.

## Клубна кар'єра
У дорослому футболі дебютував 1989 року виступами за третьолігову команду «Табор», звідки за рік перебрався до команди «Дрновіце» з другого дивізіону чемпіонату Чехословаччини.
1992 року став гравцем вищолігового «Баніка» (Острава). Спочатку був регулярним гравцем стартового складу, утім згодом його статус у команді понизився до резервного нападника. У 1998–1999 роках віддавався в оренду до «Вікторії» (Жижков) та «Карвіни», за кожну з яких провів по декілька матчів.
1999 року повернувся до «Баніка», де провів один повноцінний сезон як основний атакуючий гравець. Завершував ігрову кар'єру в друголіговій команді «Вітковіце», за яку виступав протягом 2000—2002 років.

## Виступи за збірні
1993 року провів дві гри у складі національної збірної Чехословаччини. У першій з них відзначився дублем у ворота Фарерських островів.
1994 року дебютував в іграх за збірну Чехії, відзначивши дебют голом у ворота збірної Литви. Свою другу і останню гру за чеську збірну провів 1996 року.